# Biblioteca Central de Wellington
A Biblioteca Central de Wellington é uma biblioteca em Wellington, Nova Zelândia. 
Foi aberta em 1893 no edifício que actualmente alberga a Galeria da Cidade de Wellington. Em 1991 abriu no actual edifício, na Civic Square. O edifício foi desenhado por Ian Athfield e construído pela Fletcher Development and Construction.
A biblioteca é constituída por 3 andares principais. O rés-do-chão tem o Centro de Ficção, Visão e Som. O primeiro andar contém a secretária de ciências (incluindo ciências humanas) e a secretária de Arte, Música e Literatura. A sala da Nova Zelândia e a Secção de Referências estão no segundo andar, a seguir da Sala de Troféus.